# 烏拉嘎龍屬
烏拉嘎龍屬是鴨嘴龍科櫛龍亞科的一屬，化石發現於中國黑龍江省，年代為白堊紀晚期馬斯垂克階，地質年代約6600萬年前。
烏拉嘎龍的化石發現於黑龍江省漁亮子組的一個屍骨層，與賴氏龍亞科黑龍江龍的化石一起被發現。在2008年，帕斯卡·迦得弗利茲教授（Pascal Godefroit）與其同事宣布發現了這兩種恐龍。模式種是董氏烏拉嘎龍（Wulagasaurus dongi），屬名意為「烏拉嘎蜥蜴」，意指化石的發現地點；種名為是以中國著名古生物學家董枝明為名。
烏拉嘎龍的正模標本（編號GMH W184）是一個部份齒骨。另外，迦得弗利茲與其同事將同一屍骨層的其他化石歸類於此屬，包含三個頭蓋骨碎片、一個顴骨、兩個上頜骨、其他齒骨、兩個肩胛骨、兩個胸骨、兩個肱骨、一個坐骨。烏拉嘎龍具有許多獨有衍徵，例如修長的齒骨、上臂有明顯處可供肌肉附著。迦得弗利茲等人提出一個系統發生學研究，認為烏拉嘎龍是最基礎的鴨嘴龍亞科（目前的櫛龍亞科），被認為是鴨嘴龍亞科起源於亞洲的證據。如同其他鴨嘴龍類，烏拉嘎龍應是草食性恐龍。

## 外部連結
- 董氏烏拉嘎龍 （页面存档备份，存于） Dinodata